# Верхний Мир
 Верхний Мир  — деревня в Мари-Турекском районе Республики Марий Эл. Входит в состав Марийского сельского поселения.

## География
Находится в восточной части республики Марий Эл на расстоянии приблизительно 38 км по прямой на юг-юго-восток от районного центра посёлка Мари-Турек.

## История
Основана в 1926 году переселенцами из кряшенской деревни Сердебаш Арского района Татарстана, названа по расположению относительно деревни Новый Мир. В 1940-е годы начали селиться обычные татары (мусульмане). В 2000 году в ней было 8 дворов. В советское время работали колхоз «Верхний Мир», совхозы имени Кирова, «За мир».

## Население
Население составляло 23 человека (татары 39 %, кряшены 61 %) в 2002 году, 15 в 2010.